# 火星通信衛星
火星通信衛星（かせいつうしんえいせい、マーズ・テレコミュニケーション・オービター、Mars Telecommunications Orbiter: MTO）とは、アメリカ航空宇宙局 (NASA) が地球と火星間においていわゆる惑星間インターネットを構築する目的で2009年に打ち上げを計画していた火星を周回する通信衛星である。ただし、優先順位の関係で2005年7月21日に計画がキャンセルされた。
当初の予定では2010年に火星を周回する軌道に乗り、火星で予定されている各種ミッションの探査機と地球とをパケット通信で（少なくとも10年間）非常に高い伝送速度で中継する予定であった。特にマーズ・サイエンス・ラボラトリー (MSL) のような火星探査ミッションで地球に大量の科学情報を送るために、このような通信衛星が必要と考えられていた。しかし、目先のハッブル宇宙望遠鏡の修理、マーズ・エクスプロレーション・ローバーの追加ミッションやグローリーの科学ミッションを優先し、MSL の2009年の打ち上げを確実にするため、火星通信衛星の計画はキャンセルされた。しかし結局は MSL の打ち上げも2011年に延期されることになった。

## データ転送技術
火星通信衛星は通常の電波ではなく、レーザーを用いた通信の実証を計画していた。"レーザー通信は光線と光学系を使用して情報を送り、同様に無線信号と増幅器とアンテナの代わりに望遠鏡と光増幅器を使用する"。

## 検討中の後継機
遠隔通信オービターの計画中止後、マーズ・サイエンス&テレコミュニケーションズオービターが検討されている。しかしながらまもなくこの計画は明確な要素や対象が欠如しているとして批判された。同様にマーズ・トレース・ガス・ミッションが検討中である。マーズ・リコネッサンス・オービターやマーズ・エクスプレスによって十分な通信機能が提供されることにより、近い将来には専用の中継衛星は不要になる事が実証されている。